# The Kiss in the Tunnel
The Kiss in the Tunnel är en brittisk kortfilm från 1899 regisserad av George Albert Smith. Filmen visar ett par som kysser varandra då ett tåg passerar genom en tunnel.